# 12. U-Flottille
Die 12. U-Flottille (12. Unterseebootflottille) war ein militärischer Verband der ehemaligen deutschen Kriegsmarine im Zweiten Weltkrieg, welche vom Oktober 1942 bis zum August 1944 existierte. Ihre Geschichte endete nach der alliierten Invasion Frankreichs im August 1944, als die letzten seetüchtigen Boote zu den U-Stützpunkten Bergen und Flensburg-Kielseng verlegten oder in den Fernen Osten zurückkehrten. Die Flottille erhielt zudem den ersten einsatzbereiten U-Boot-Bunker im Januar 1943.

## Geschichte
Die Flottille wurde am 15. Oktober 1942, als dritte Langstrecken-Frontflottille, im besetzten französischen Bordeaux unter dem Kommando von Korvettenkapitän und später Fregattenkapitän Klaus Scholz aufgestellt. Neben den Langstrecken-Booten des Typs IX und X B verfügte die Flottille ebenfalls über neun der zehn Typ XIV „Milchkuh“ Boote und über drei der vier Typs VII F Boote. Die Operationsgebiete dieser U-Boote lagen im Südatlantik und im Indischen Ozean. Die am wohl bekanntesten Boote dieser Flottille waren unter anderem U 181 unter Korvettenkapitän Wolfgang Lüth, U 196 unter Korvettenkapitän Eitel-Friedrich Kentrat und U 198 unter Kapitän zur See Werner Hartmann.
Nach der Landung der Alliierten in der Normandie und nachdem sämtliche Schiffe Bordeaux verlassen hatten, versuchten Fregattenkapitän Scholtz und seine 220 Flottillenangehörige, sich auf dem Landweg nach Deutschland durchzuschlagen, doch alle wurden am 11. September von US-Soldaten gestellt und gerieten in Gefangenschaft.
Als Flottillenwappen wurde die Silhouette eines Typ VII C U-Bootes, welches über Asien fährt. Das Wappen war von einem großen schwarzen »U« umhüllt, und über dem VII C U-Boot befand sich ein roter Wolf.

## Flottillenchefs
- Korvettenkapitän/Fregattenkapitän Klaus Scholtz (Träger des Eichenlaubes zum Ritterkreuz): 15. Oktober 1942 bis August 1944 (vormals Kommandant von U 108)

## Unterstellte U-Boote
Der Flottille unterstanden von 1942 bis 1944 insgesamt 46 Einheiten.
| Klasse | U-Boot |
| ------ | --- |
| VII F  | U 1059, U 1061, U 1062 (nur U 1059 und U 1062 liefen in den Fernen Osten aus)                                                                            |
| IX D1  | U 180 und U 195 als Front- und Transportboote |
| IX D2  | U 177, U 178, U 179, U 181, U 182, U 196, U 197, U 198, U 199, U 200, U 847, U 848, U 849, U 850, U 851, U 852, U 859, U 860, U 861, U 862, U 863, U 871 |
| X B    | U 117, U 118, U 119, U 219, U 220, U 233 |
| XIV    | U 459, U 460, U 461, U 462, U 463, U 487, U 488, U 489, U 490                                                                                            |
| Aquila | UIT 22, UIT 23, UIT 24, UIT 25 |